# Gerd Leers

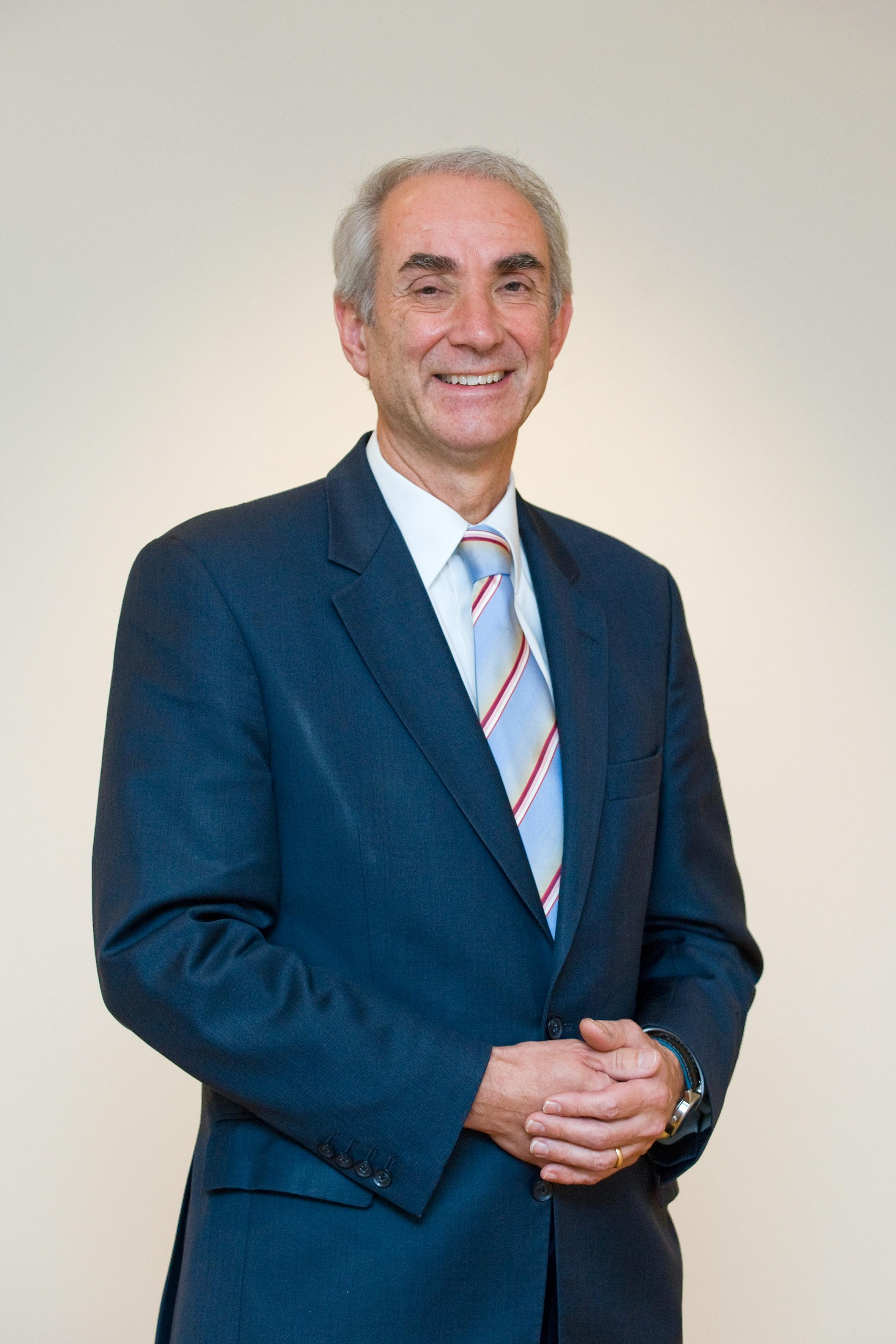
Gerd Leers

Gerardus Bernardus Maria (Gerd) Leers (* 12. Juli 1951 in Kerkrade) ist ein niederländischer Politiker. Er ist Mitglied des Christen-Democratisch Appèl (CDA) und ist für diese Partei Mitglied des Gemeinderats von Goirle, Abgeordneter in der Zweiten Kammer des niederländischen Parlaments und Bürgermeister von Maastricht gewesen. Im Kabinett Rutte I war er von 2010 bis 2012 Minister für Einwanderung und Asyl.
Vom 1. Januar 2018 bis 11. März 2020 war er kommissarisch Bürgermeister von Brunssum.
Er hat Stadtplanung und „räumliche Wirtschaft“ an der damaligen Katholischen Universität Nimwegen (die heutige Radboud-Universität Nijmegen) studiert.
Gerd Leers ist verheiratet und lebt in Maastricht. Er gehört der römisch-katholischen Kirche an. 2002 wurde ihm das Ritterkreuz vom Orden von Oranien-Nassau verliehen.